# Snowboard aux Jeux olympiques
Le snowboard fait son apparition aux Jeux olympiques d'hiver en 1998 à Nagano (Japon) avec les épreuves de slalom géant et de half-pipe. Pour les Jeux olympiques de 2002, le slalom géant parallèle remplace l'épreuve du slalom géant ; en 2006, une nouvelle épreuve fait son apparition : le boardercross. En 2014, le slopestyle et le slalom parallèle font leur apparition, portant à cinq le nombre d'épreuves disputées au cours des Jeux.

## Événements
• = Épreuves officielles
| Epreuves               | 1998 | 2002 | 2006 | 2010 | 2014 | 2018 | 2022 | 2026 |
| ---------------------- | ---- | ---- | ---- | ---- | ---- | ---- | ---- | ---- |
| Big air                |      |      |      |      |      | •    | •    | •    |
| Boardercross           |      |      | •    | •    | •    | •    | •    | •    |
| Half-pipe              | •    | •    | •    | •    | •    | •    | •    | •    |
| Slalom géant           | •    |      |      |      |      |      |      |      |
| Slalom géant parallèle |      | •    | •    | •    | •    | •    | •    | •    |
| Slalom parallèle       |      |      |      |      | •    |      |      |      |
| Slopestyle             |      |      |      |      | •    | •    | •    | •    |

## Nations présentes
Entre 1998 et 2018, près de 1 106 athlètes en provenance de plus de trente nations différentes ont participé aux épreuves de snowboard des Jeux olympiques.
| Édition                                              | 98 | 02 | 06 | 10 | 14 | 18 |
| ---------------------------------------------------- | -- | -- | -- | -- | -- | -- |
| Nombre de nations présentes en snowboard par édition | 22 | 19 | 24 | 27 | 31 | 30 |

Le nombre indiqué entre parenthèses est le nombre d'athlètes engagés dans les épreuves officielles pour chaque pays sur l'ensemble des Jeux de 1998 à 2018
| - Allemagne (59) - Andorre (3) - Argentine (3) - Athlètes olympiques de Russie (16) - Australie (41) - Autriche (76) - Belgique (4) - Brésil (4) - Bulgarie (9) - Canada (90) - Chine (22) - Corée du Sud (15) |  | - Croatie (1) - Danemark (2) - Espagne (20) - États-Unis (110) - Finlande (42) - France (84) - Grande-Bretagne (21) - Grèce (3) - Irlande (2) - Italie (70) - Japon (63) - Kazakhstan (1) |  | - Norvège (40) - Nouvelle-Zélande (18) - Pays-Bas (15) - Pologne (27) - République tchèque (20) - Russie (30) - Serbie (1) - Slovaquie (4) - Slovénie (31) - Suède (39) - Suisse (104) - Ukraine (5) |

## Tableau des médailles
Le tableau ci-dessous présente le bilan, par nations, des médailles obtenues en snowboard lors des Jeux olympiques d'hiver, de 1998 à 2022. Le rang est obtenu par le décompte des médailles d'or, puis en cas d'ex æquo, des médailles d'argent, puis de bronze.
Après les Jeux de 2022, les États-Unis sont le pays ayant remporté le plus grand nombre de médailles olympiques en snowboard, avec trente-cinq médailles dont dix-sept en or. La Suisse arrive en seconde position avec quatorze médailles d'or remportées, suivie du Canada et de l'Autriche avec cinq d'or.
| Rang  | Nation             | Or | Argent | Bronze | Total |
| ----- | ------------------ | -- | ------ | ------ | ----- |
| 1     | États-Unis         | 17 | 8      | 10     | 35    |
| 2     | Suisse             | 8  | 2      | 4      | 14    |
| 3     | Canada             | 5  | 5      | 7      | 17    |
| 4     | Autriche           | 5  | 2      | 4      | 11    |
| 5     | France             | 4  | 5      | 4      | 13    |
| 6     | République tchèque | 3  | 0      | 1      | 4     |
| 7     | Russie             | 2  | 2      | 1      | 5     |
| 8     | Allemagne          | 1  | 4      | 2      | 7     |
| 9     | Japon              | 1  | 3      | 3      | 7     |
| 10    | Australie          | 1  | 3      | 2      | 6     |
| 11    | Italie             | 1  | 2      | 2      | 5     |
| 12    | Chine              | 1  | 2      | 0      | 3     |
| 13    | Nouvelle-Zélande   | 1  | 1      | 1      | 3     |
| 14    | Pays-Bas           | 1  | 0      | 0      | 1     |
| 15    | Norvège            | 0  | 4      | 1      | 5     |
| 16    | Slovénie           | 0  | 2      | 3      | 5     |
| 17    | Finlande           | 0  | 2      | 2      | 4     |
| 18    | Espagne            | 0  | 1      | 1      | 2     |
| 19    | Corée du Sud       | 0  | 1      | 0      | 1     |
| 19    | Slovaquie          | 0  | 1      | 0      | 1     |
| 19    | Suède              | 0  | 1      | 0      | 1     |
| 22    | Grande-Bretagne    | 0  | 0      | 2      | 2     |
| 23    | ROC                | 0  | 0      | 1      | 1     |
| Total | Total              | 51 | 51     | 51     | 153   |